# Euhesma sybilae
Euhesma sybilae är en biart som beskrevs av Exley 2001. Euhesma sybilae ingår i släktet Euhesma och familjen korttungebin. Inga underarter finns listade i Catalogue of Life.

## Bildgalleri

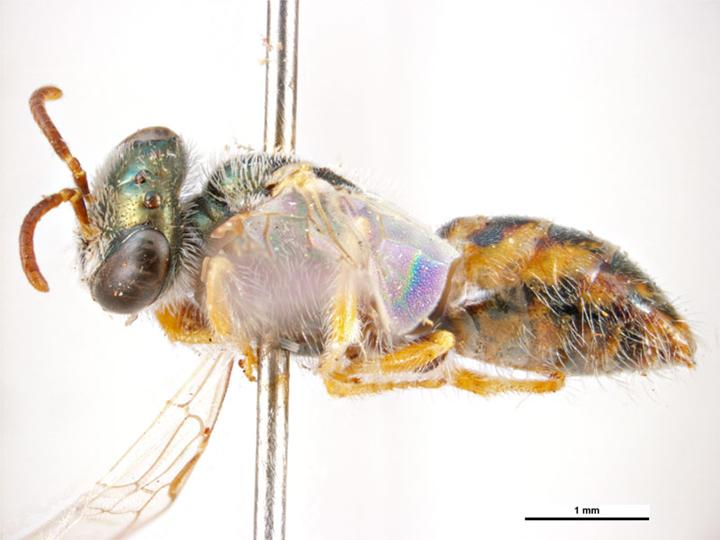
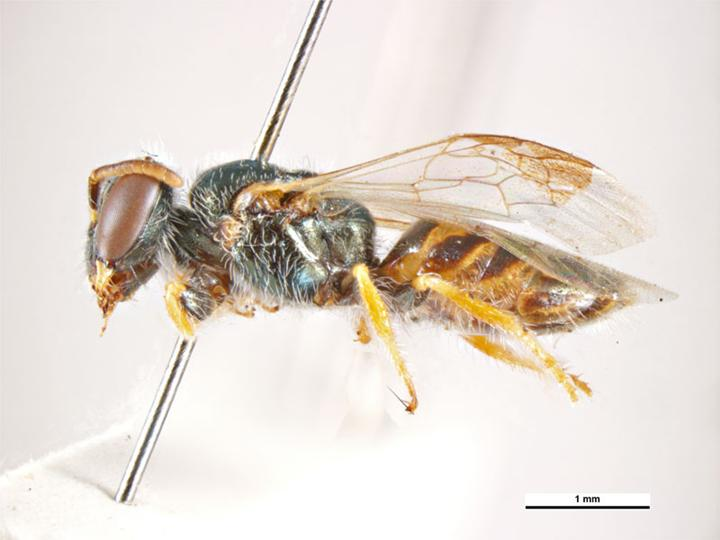